# Asota centralis
Asota centralis är en fjärilsart som beskrevs av Rothschild 1897. Asota centralis ingår i släktet Asota och familjen nattflyn. Inga underarter finns listade i Catalogue of Life.